# Walter Scheel
Walter Scheel (n. 8 iulie 1919, Solingen, Germania – d. 24 august 2016, Bad Krozingen, Marele Ducat de Baden, Reich-ul German) a fost un om politic german, președinte al RFG în perioada 1974-1979. Înainte a fost ministru federal pentru cooperare economic între 1961 și 1966 în ultimele două guverne ale lui Konrad Adenauer (Cabinetul Adenauer IV și V) și în cabinetul lui Ludwig Erhard. Între 1968 și 1974, Scheel a fost președinte al FDP. Din 1969 până în 1974, a fost ministru federal al afacerilor externe și vicecancelar în guvernul lui Willy Brandt. După demisia lui Brandt, Scheel a ocupat funcția de cancelar federal interimar între 7 și 16 mai 1974.